# Ткелвани
Ткелвани (груз. ტყელვანი) — село в Грузии, на территории Ванского муниципалитета края (мхаре) Имеретия.

## География
Село находится в западной части Грузии, к западу от реки Сулори, на расстоянии приблизительно 3 километров (по прямой) к юго-юго-востоку от города Вани, административного центра муниципалитета. Абсолютная высота — 381 метр над уровнем моря.

## Население
По результатам официальной переписи населения 2014 года, в Ткелвани проживало 222 человека (112 мужчин и 110 женщин). В национальной структуре населения грузины составляли 100 %.
| Год  | Население, человек |
| ---- | ------------------ |
| 2002 | 790                |
| 2014 | ↘ 222              |